# Catch Wrestling Association
Catch Wrestling Association (CWA) war der Name einer in Österreich und Deutschland veranstaltenden Wrestlingorganisation, die zu ihrer aktiven Zeit den einflussreichsten Wrestlingverband des deutschsprachigen Raums darstellte und die zwischen 1973 und 1999 bestand. Standort war Graz.
CWA diente auch vielen späteren Top-Stars anderer Wrestlingverbände vielfach als Karriere-Sprungbrett. So auch für Owen Hart, Chris Benoit, John Layfield, Paul Roma, Ulf Hermann und Cowboy Bob Orton. Im deutschsprachigen Raum stellt Alex Wright, dessen Vater (Steve Wright) und Onkel (Bernard Wright) auch bei CWA verpflichtet und dort schon bekannte Namen waren, den bekanntesten Vertreter von CWA dar: Diesem gelang es, als erstem Deutschen, in der US-amerikanischen WCW Meisterschafts-Titel zu erringen.

## Geschichte
CWA wurde vom späteren AWA-Champion Otto Wanz geführt.
Dieser agierte bis gegen Ende der 1970er-Jahre unter dem Banner von CWA, ohne seinen Verband explizit namentlich zu benennen. Die möglich erscheinende Vollbezeichnung Canadian Wrestling Association lässt sich jedenfalls nicht belegen. Umstritten ist auch, wann CWA unter ihrem Vollnamen veranstaltete. So wird in der Wrestlingdatenbank Cagematch.net bereits für den 14. Juni 1972 eine CWA-Veranstaltung in Wien und für den Zeitraum 1973 bis 1977 Showveranstaltungen in Südafrika gelistet.
Ab dem 15. September 1978 wurde erstmals in Deutschland eine Veranstaltung unter CWA-Banner abgehalten, die unter der Federführung des ehemaligen Ringers und Wrestlers Peter William stand und die in Wanz’ Namen durchgeführt wurde. Wanz agierte bei dieser Veranstaltung lediglich als Booker, Veranstalter und Ligen-Offizieller.
CWA arbeitete auch eng mit der internationalen Wrestling-Szene zusammen, so auch mit New Japan und AWA. Bekannte CWA Tournaments waren das Europa Catch-Festival (auch bekannt unter Euro-Catch-Festival) in Hannover, Bremen und Graz. Aber auch in Städten wie Dortmund, Baden (Niederösterreich), Wien, Saalfelden am Steinernen Meer und Linz wurden von CWA Veranstaltungen abgehalten.
Bis zu ihrer letzten Veranstaltung am 4. Dezember 1999 führte CWA laut Cagematch.net insgesamt 989 Veranstaltungen durch.
Nach der Schließung von CWA begann die in Österreich angesiedelte Sektion mit der Ausrichtung und Vermarktung verschiedener Kraftsportveranstaltungen.